# Hamm (Eifel)
Hamm ist eine Ortsgemeinde im Eifelkreis Bitburg-Prüm in Rheinland-Pfalz. Sie gehört der Verbandsgemeinde Bitburger Land an.

## Geographie
Die Ortschaft liegt im Naturpark Südeifel, etwa 10 km nordwestlich der Kreisstadt Bitburg. Sie ist eingebettet in das Tal der Prüm, die im Bereich Hamms starke Windungen aufweist und den unmittelbar östlich des Ortes gelegenen Stausee Bitburg durchfließt. Von dem mit 1,73 km² äußerst kleinen Gemeindegebiet wird mit 26 % ein vergleichsweise geringer Teil landwirtschaftlich genutzt, 61 % sind von Wald bestanden.

## Geschichte
Die älteste urkundliche Erwähnung des Ortsnamens „Ham“ findet sich möglicherweise im Kommentar zum Prümer Urbar, den der Prümer Exabt Caesarius von Milendonk 1222 fertigte. Im Urbar aus dem Jahr 893 ist unter den Besitzungen der Abtei Prüm im Kapitel zu Mötsch (Merxz) unter anderem eine namenlose Mühle an der Nims (Nimiza) genannt. Caesarius erläutert, dass diese Mühle bei „Ham“, nahe dem Ort Wiersdorf (Veresdorpht), stehe. Ob es sich bei diesem „Ham“ um den heutigen Ort „Hamm“ handelt ist unklar, weil dieser nicht an der Nims, sondern an der Prüm liegt.
Weil die Herren von Hamm ein Afterlehen von den mit ihnen verwandten Grafen von Vianden übernommen hatten, waren sie Schutzherren der Abtei Prüm. Später wechselte das Schloss Hamm in den Besitz von Clerf im Herzogtum Luxemburg, bevor es die Grafen Tornaco und Renesse übernahmen. Den heutigen Eigentümern, den Grafen von und zu Westerholt und Gysenberg, gehört das Anwesen seit 1909. Die entstandene Herrschaft Hamm umfasste neben Hamm Echtershausen, Wißmannsdorf und Hermesdorf sowie bis ca. 1530 noch Nieder- und Oberpierscheid. Daneben gehörten Hamm auch noch weitere Gebiete in Biersdorf, Wiersdorf und Oberweiler, der von der Rechtsprechung des Bitburger Propstes abhängig war. Über diese Flächen konnte die Hochgerichtsbarkeit 1672 teilweise erworben werden.
Ab 1794 gehörte der Ort der Mairie Biersdorf an, die 1816 in die gleichnamige Bürgermeisterei Biersdorf überging. Letztere wurde 1856 in die Bürgermeisterei Bickendorf (1927 in Amt Bickendorf umbenannt) eingegliedert, das wiederum seit 1970 mit anderen Ämtern in der Verbandsgemeinde Bitburg-Land aufgelöst ist. Ab 1970 wurde im Nordosten des Gemeindegebietes ein Feriendorf errichtet, das oberhalb des Sporthotels am Stausee Bitburg liegt.
Bevölkerungsentwicklung
Die Entwicklung der Einwohnerzahl von Hamm, die Werte von 1871 bis 1987 beruhen auf Volkszählungen:
| Jahr | Einwohner |
| ---- | --------- |
| 1815 | 47        |
| 1835 | 76        |
| 1871 | 55        |
| 1905 | 67        |
| 1939 | 63        |
| 1950 | 63        |
| 1961 | 57        |

| Jahr | Einwohner |
| ---- | --------- |
| 1970 | 45        |
| 1987 | 33        |
| 1997 | 24        |
| 2005 | 18        |
| 2011 | 20        |
| 2017 | 17        |
| 2023 | 16        |

Die Einwohnerzahl hat in den vergangenen Jahrzehnten kontinuierlich abgenommen. Hielt sie sich bis in die 1960er Jahre noch über der 50-Einwohner-Grenze, ist sie seitdem mit mehreren Schwankungen auf einem sehr niedrigen Stand. Damit ist Hamm heute eine der kleinsten Gemeinden in Rheinland-Pfalz und Deutschland.

## Politik

### Gemeinderat
Der Gemeinderat in Hamm besteht aus sechs Ratsmitgliedern, die bei der Kommunalwahl am 9. Juni 2024 in einer Mehrheitswahl gewählt wurden, und der ehrenamtlichen Ortsbürgermeisterin als Vorsitzender.

### Bürgermeister
Anja Klares wurde am 3. September 2024 Ortsbürgermeisterin von Hamm. Da bei der Direktwahl am 9. Juni 2024 kein Wahlvorschlag eingereicht wurde, oblag die Neuwahl gemäß rheinland-pfälzischer Gemeindeordnung dem Rat, der sich für Anja Klares entschied.
Ihr Vorgänger seit 2009 war Ferdinand Graf von und zu Westerholt und Gysenberg. Dessen Vorgänger Johann Marbach hatte das Amt von 1980 bis 2009 ausgeübt.

### Wappen
| Wappen von Hamm |
| Wappenbegründung: Das rote Schild im Wappen symbolisiert die zeitweilige Zugehörigkeit zur Herrschaft Malberg. Der blaue Wellensparren geht auf die den Ort umgehende Schleife der Prüm zurück. |

## Sehenswürdigkeiten

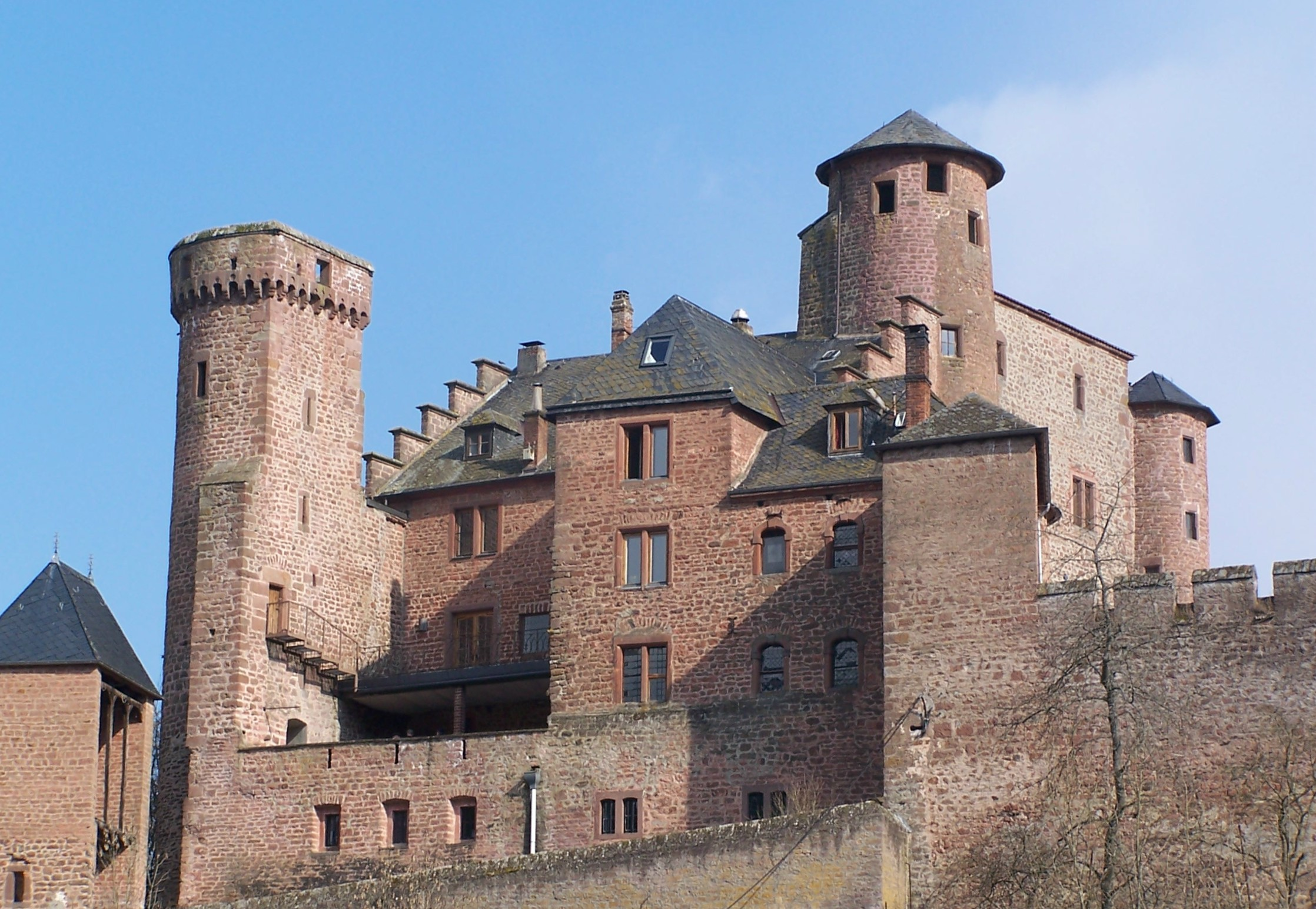
Schloss Hamm

Die wichtigste Sehenswürdigkeit ist das im 11. Jahrhundert gegründete Schloss Hamm, das für Hochzeiten und Veranstaltungen angemietet werden kann. Das in mehreren Zeitabschnitten entstandene Schloss besteht u. a. aus dem im 14. Jahrhundert errichteten Bergfried und dem Torbau aus dem 16. Jahrhundert. Ab 1885 und zuletzt 1998 wurde das gesamte Bauwerk vollständig saniert und instand gesetzt. Die dem Schloss angegliederte Kapelle wird gelegentlich für Trauungen genutzt, ebenso wie der Gotische Saal des Schlosses, der dem Standesamt Bitburger Land als Trauzimmer dient.
Auf der Hammer Gemarkung befindet sich des Weiteren das älteste Wegekreuz im Bezirk Trier.
Siehe auch: Liste der Kulturdenkmäler in Hamm

## Wirtschaft und Infrastruktur
Die Gemeinde wird heute vor allem durch den Tourismus geprägt, der vor allem vom nahegelegenen Stausee Bitburg profitiert. Im Gegensatz dazu ist die Landwirtschaft in den letzten Jahren beinahe vollständig verschwunden. Die meisten Arbeitnehmer sind in Bitburg, dem Raum Trier oder in Luxemburg beschäftigt.

### Verkehr
Die Ortschaft liegt an der Durchgangsstraße von Biersdorf am See bzw. Wiersdorf nach Echtershausen. Die nächste Autobahn-Anschlussstelle Bitburg an der A 60 ist etwa 8 km entfernt.

### Öffentliche Einrichtungen
Eine Freiwillige Feuerwehr wird gemeinsam mit der Nachbargemeinde Echtershausen betrieben. Die Kinder des Dorfes besuchen die Grundschule in Rittersdorf. Kirchlich gehört der Ort der Pfarrei Biersdorf mit der dortigen Pfarrkirche St. Martin an.